# Luis Herrera (wielrenner)
Luis "Lucho" Alberto Herrera Herrera (Fusagasugá, 4 mei 1961), doorgaans kortweg Luis Herrera genoemd, is een voormalig Colombiaans wielrenner. Hij was een formidabel klimmer, en is met Bahamontes de enige wielrenner die erin slaagde in alle grote ronden de bergprijs te winnen.

## Carrière
Herrera behoorde tot de eerste generatie Colombiaanse renners die in de jaren tachtig indruk maakte op het tot dan toe bijna volledig Europese wielermilieu. In 1984 nam hij voor het eerst aan de Ronde van Frankrijk deel, maar vanuit Zuid-Amerika was zijn reputatie als klimmer hem vooruitgesneld. Hij maakte deze reputatie zeer snel waar door de etappe naar Alpe d'Huez te winnen. In 1985 won hij twee bergetappes en tevens veroverde hij voor de eerste maal de bolletjestrui. In 1987 droeg hij opnieuw de bolletjestrui in Parijs, waarbij hij tevens zijn beste prestatie leverde door als vijfde te eindigen.  

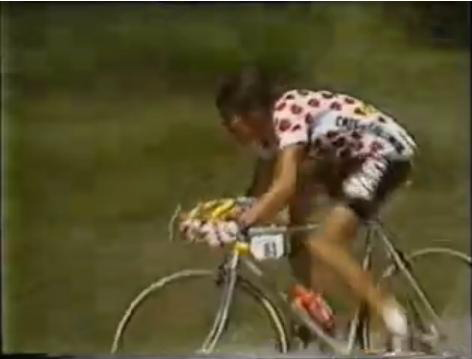
Luis Herrera

In 1987 won 'Lucho' als eerste niet-Europeaan de Ronde van Spanje, waarin hij ook twee keer het bergklassement won. Bij terugkomst in Colombia werd hij als een vorst ingehaald, en tot ereburger van het land benoemd. Hij won ook het  bergklassement in de Ronde van Italië van 1989.
Herrera won tijdens zijn carrière ook nog vier keer de Ronde van Colombia, twee keer de Dauphiné Libéré en één keer de Ronde van Aragón. In 1992 zette hij al een punt achter zijn loopbaan, nauwelijks 31 jaar. Herrera zei hier zelf over: "When I saw riders with fat asses climbing cols like airplanes, I understood what was happening." Hiermee refereerde hij aan het toenemend gebruik van epo in het peloton.
Op 5 maart 2000 werd Herrera, inmiddels een tamelijk welgesteld veeboer, op zijn boerderij overvallen. Een bende liet hem 24 uur lang lopen in de bergen naar door de FARC bezet gebied. Ze hoopten hun slachtoffer te verkopen aan de guerillos, die veel rijke of invloedrijke Colombianen in gijzeling hield. Maar aan Herrera wilde de FARC hun vingers niet branden, en de ex-wielrenner kwam met de schrik vrij.

## Belangrijkste overwinningen
1982 (Amateur)
Eindklassement Clásico RCN
10e etappe Ronde van de Toekomst
1983 (Amateur)
Eindklassement Clásico RCN
1984 (Amateur)
8e etappe Clásico RCN
Eindklassement Clásico RCN
Eindklassement Ronde van Colombia
17e etappe Ronde van Frankrijk
1985
Eindklassement Ronde van Colombia
11e en 14e etappe Ronde van Frankrijk
 Bergklassement Ronde van Frankrijk
1986
Eindklassement Ronde van Colombia
2e, 4e en 5e etappe Clásico RCN
Eindklassement Clásico RCN
1987
Eindklassement Ronde van Colombia
11e etappe Ronde van Spanje
 Eindklassement Ronde van Spanje
 Bergklassement Ronde van Spanje
 Bergklassement Ronde van Frankrijk
1988
6e etappe deel B Critérium du Dauphiné Libéré
Eindklassement Critérium du Dauphiné
Eindklassement Ronde van Colombia
1989
Eindklassement Ronde van Valle del Cauca
13e en 18e etappe Ronde van Italië
 Bergklassement Ronde van Italië
1990
Proloog Clásico RCN
1991
Eindklassement Ronde van Valle del Cauca
5e etappe Critérium du Dauphiné Libéré
Eindklassement Critérium du Dauphiné
16e etappe Ronde van Spanje
 Bergklassement Ronde van Spanje
6e etappe Ronde van Catalonië
1992
Proloog Ronde van Colombia
4e etappe Ronde van Aragón
Eindklassement Ronde van Aragón
9e etappe Ronde van Italië

## Resultaten in voornaamste wedstrijden
| Jaar | Ronde van Italië | Ronde van Frankrijk | Ronde van Spanje |
| ---- | ---------------- | ------------------- | ---------------- |
| 1984 |                  | 27e (1)             |                  |
| 1985 |                  | 7e (2)              | opgave           |
| 1986 |                  | 22e                 |                  |
| 1987 |                  | 5e                  | ↑ (1)            |
| 1988 |                  | 6e                  | 20e              |
| 1989 | 18e (2)          | 19e                 |                  |
| 1990 |                  |                     | 12e              |
| 1991 |                  | 31e                 | 13e (1)          |
| 1992 | 8e (1)           |                     | opgave           |

| Jaar |  | Wereldranglijsten |
| ---- |  | ----------------- |
| 1984 |  |                   |
| 1985 |  |                   |
| 1986 |  |                   |
| 1987 |  | 12e (SPP)         |
| 1988 |  |                   |
| 1989 |  |                   |
| 1990 |  |                   |
| 1991 |  |                   |
| 1992 |  |                   |